# Henri Charles Antoine Baron
Henri Charles Antoine Baron, född 23 juni 1816 in Besançon och död 11 september 1885, var en fransk konstnär.
Baron var elev till Jean Gigoux. Han valde motiven för sina omsorgsfullt tecknade och färgstarka dukar från de högre samhällsklassernas liv, främst italienska fester och maskerader. Baron verkade även som tecknare och illustratör.